# Catshuis
La Catshuis (traduisible en français par « Maison de Cats ») est la résidence officielle du Premier ministre des Pays-Bas depuis 1963. Située non loin du centre-ville de La Haye, dans le quartier de Zorgvliet, au bord la route menant à Schéveningue, la demeure dessinée par Pieter Post est vieille de plus de 350 ans et un vaste parc boisé lui est adjacent.
Commandée par Jacob Cats et initialement utilisée comme résidence du grand-pensionnaire de Hollande, elle accueille aujourd'hui des réceptions politiques et diplomatiques. Elle ne sert de facto plus de résidence depuis 1982, tous les Premiers ministre depuis faisant le choix de résider dans leur logement personnel.
Les bureaux du Premier ministre, au Torentje, ainsi que le ministère des Affaires générales, sont situés au Binnenhof de La Haye, complexe gouvernemental où sont réunis plusieurs ensembles décisionnels, dont les deux chambres du Parlement.

## Histoire

### Construction
Connue également sous le nom Huis Sorghvliet, la résidence est construite sur le site d'une ancienne ferme par Jacob Cats (1577-1660), poète et homme politique, grand-pensionnaire de Hollande entre 1629 et 1631, puis à nouveau entre 1636 et 1651. Celui-ci y emménage le 14 juillet 1652 et donne son nom à la bâtisse.

### Changement de propriétaire
En 1675, elle devient possession de Hans Willem Bentinck, noble anglais et proche du futur stathouder de Hollande Guillaume III (1650-1702). Son fils, Willem Bentinck, fait construire la tour et y installe une cloche de bronze en 1738. Au cours du XVIIIe siècle, les jardins de la demeure sont aménagés, une ménagerie et une orangerie installées. Cependant, durant le siècle suivant, l'orangerie, les fontaines et la ménagerie sont remplacées par du gazon.

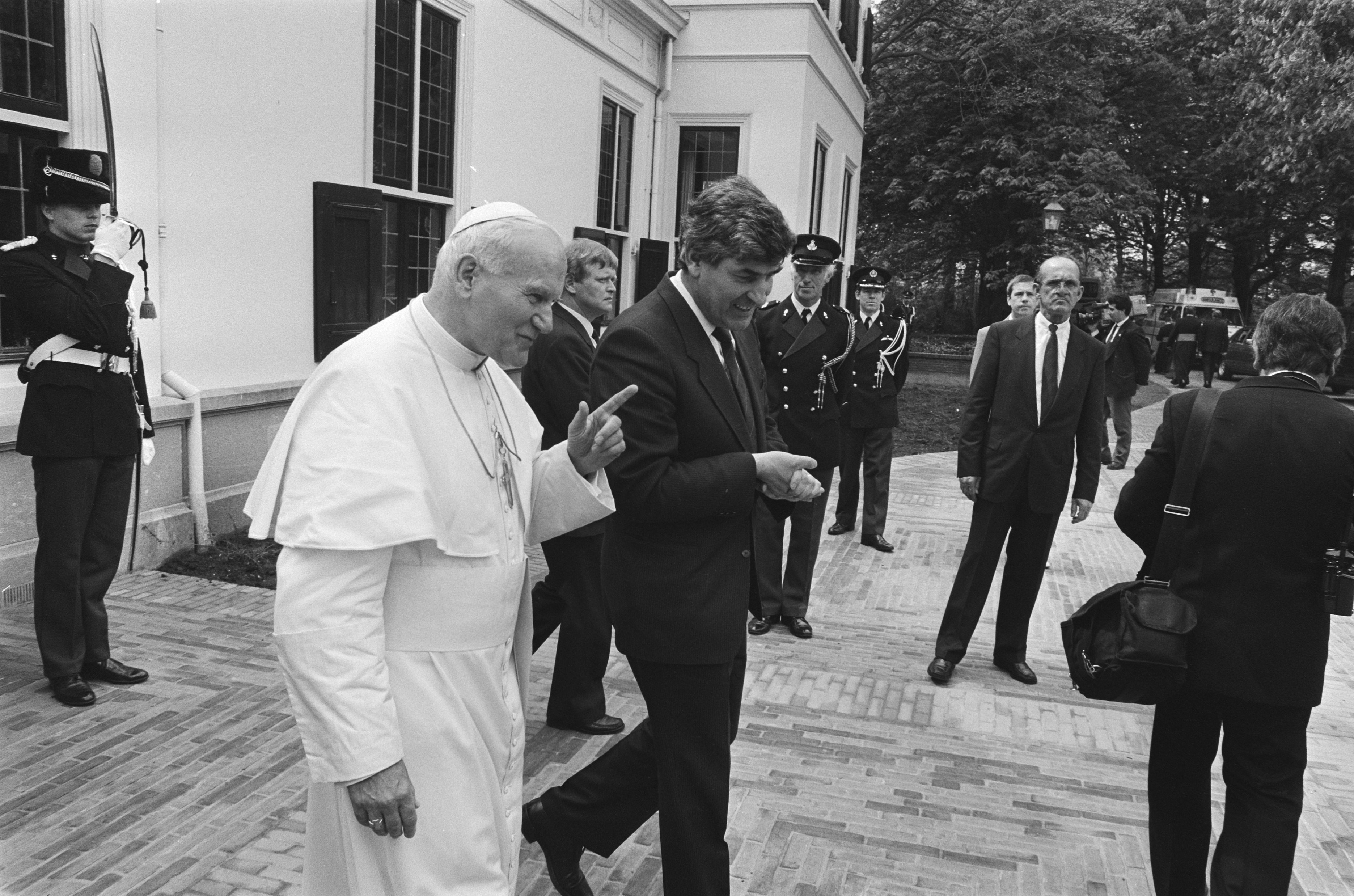
Le Premier ministre Ruud Lubbers accueille le pape Jean-Paul II à la Catshuis, en 1985.

En 1903, l'homme d'affaires néerlandais Adriaan Goekoop (1859-1914), développeur immobilier de premier plan à La Haye, achète la demeure délabrée, voulant y construire un château. Cela ne reste qu'une ambition et Adriaan Goekoop fait rénover le domaine. Il vend quelques parcelles de la propriété, où sont construites des manoirs, pour certains qui deviendront par la suite des ambassades, ainsi que le palais de la Paix en 1907.
L'État achète le domaine endommagé par la Seconde Guerre mondiale et son utilisation par les occupants allemands en 1963, soit 49 ans après la mort d'Adriaan Goekoop, puis l'aménage pour en faire la résidence officielle du Premier ministre.

### Rénovation

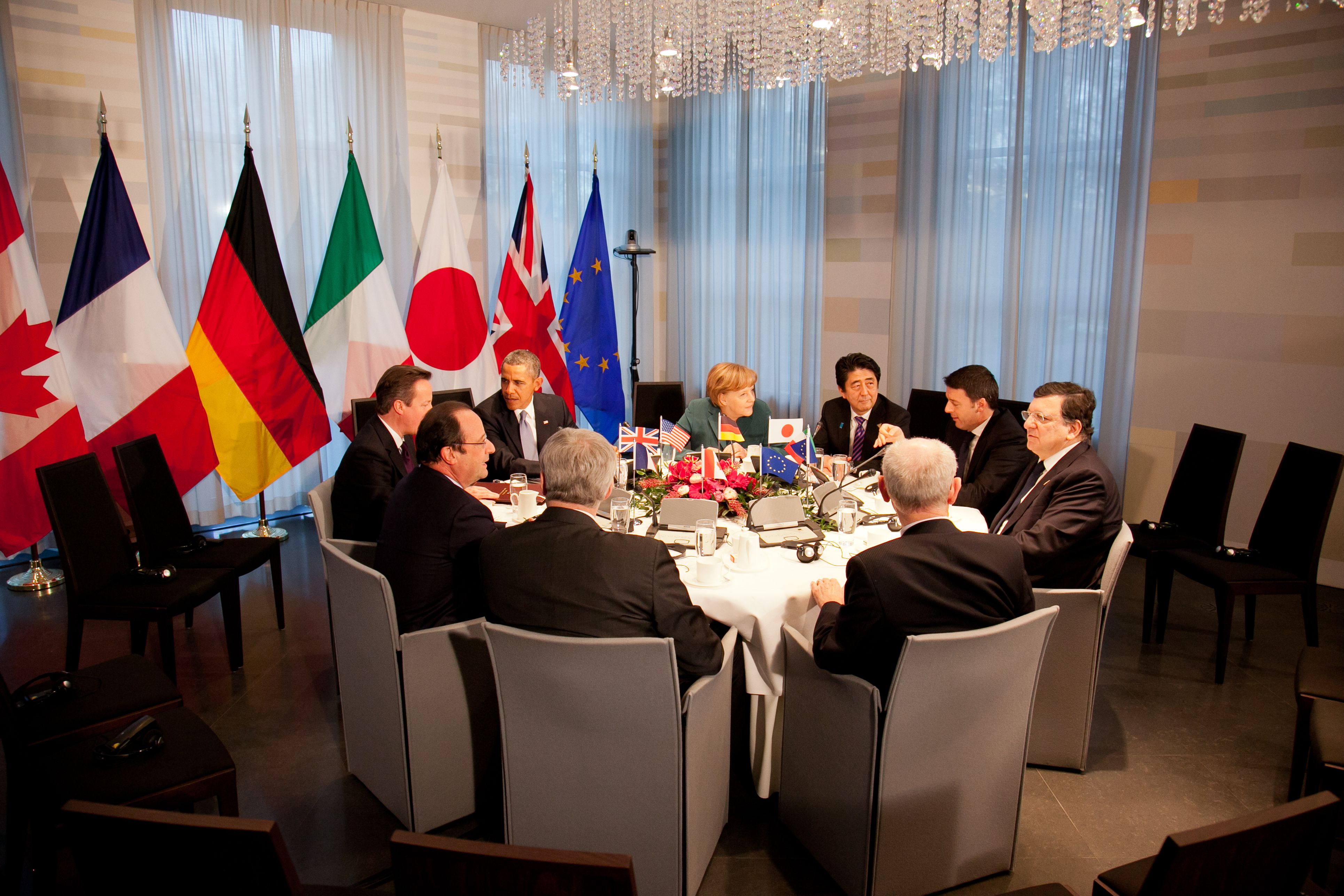
Réunion du sommet spécial du G7 de 2014 à la Catshuis.

Afin de s'adapter aux normes contemporaines de confort, les bâtiments sont entièrement rénovés entre 1999 et 2004, durant les mandats de Wim Kok et Jan Peter Balkenende. Ils sont vétustes et ne subissent pas de rénovation depuis 1963. Les attentats du 11 septembre 2001 aux États-Unis renforcent l'idée de sécuriser davantage le site. Diverses mesures sont prises en ce sens pendant les travaux, portant le coût total du chantier à 15 millions d'euros.
L'actuel Premier ministre, Mark Rutte, n'habite pas la Catshuis, mais un appartement à La Haye. Dries van Agt est le dernier Premier ministre à habiter à la Catshuis, de 1977 à 1982, bien que sa famille n'emménage pas avec lui. Piet de Jong est le dernier à emménager avec sa famille, de 1967 à 1971. Mark Rutte n'utilise la résidence que dans le cadre d'accueil de dirigeants étrangers et de différentes réunions. Il est connu pour relier la Catshuis au Parlement à vélo, ce qui permet à des journalistes de le suivre et notamment lui poser des questions en amont des débats parlementaires,.